# Unloved
Unloved est un jeu vidéo de tir à la première personne développé et édité par BlueEagle Productions, sorti en 2015 sur Windows.

## Accueil
- Canard PC : 5/10[1]